# 中国人民解放军陆军航空兵
中国人民解放军陆军航空兵，是中国人民解放军陆军兵种。

## 沿革
1985年，中央军委主席邓小平决定组建陆军航空兵。1986年10月3日，中央军委正式批准组建陆军航空兵的方案。1988年1月8日，中国人民解放军陆军第一支陆军航空兵部队在北京军区某集团军成立。1988年初，在部分大军区陆军机械化集团军陆续成立直升机大队，后发展为陆航团。2013年左右，北京军区、沈阳军区、兰州军区、广州军区、南京军区、成都军区等六个大军区的陆航团改为陆航旅。
中国人民解放军陆军航空兵成立之初，从中国人民解放军空军接收了大批装备，包括自制的直-5、直-8、直-9，以及美制S-70C“黑鹰”、苏制Mi-8“河马”、法制SA-342L“小羚羊”。
1999年10月1日，中华人民共和国成立50周年阅兵中，中国人民解放军陆军航空兵部队直升机参加阅兵。此后中国人民解放军陆军航空兵部队多次参加阅兵活动。
中国人民解放军陆军航空兵原由中国人民解放军总参谋部陆军航空兵部管理。1986年10月，成立中国人民解放军总参谋部陆军航空兵办公室（副军级），属中国人民解放军总参谋部建制，由总参谋部装备部代管。1988年10月，中国人民解放军总参谋部陆军航空兵办公室改为中国人民解放军总参谋部陆军航空兵局，由总参谋部直接领导。1989年2月，总参谋部陆军航空兵局正式开始办公。1992年9月，总参谋部炮兵部、装甲兵部、工程兵部、防化部、陆军航空兵局合并，组建中国人民解放军总参谋部兵种部，下设陆航局。2003年12月，陆航局扩为中国人民解放军总参谋部陆军航空兵部。
2008年7月4日，国防部外事办公室举行情况介绍会，总参陆航部部长马湘生少将介绍了中国陆军航空兵的情况：“目前已有10余个飞行团队，近500架直升机。”
2016年，解放军陆航直升机突破1,000架。
2015年底至2016年初，在深化国防和军队改革中，撤销中国人民解放军总参谋部，成立中国人民解放军陆军领导机构，中国人民解放军陆军航空兵改由中国人民解放军陆军参谋部航空兵局管理。
2019年，中国向俄罗斯采购121架运输和攻击直升机，交易总金额超过20亿美元；报道称，中国向俄方购入68架米171和改进型的米171E直升机；18架能够挂载武器，可执行对地攻击任务的米171SH攻击运输直升机。另外，还采购了21架安萨特式轻型运输直升机，还特别要求在14架米171直升机上使用寇里莫夫设计局研制的VK-2500引擎，以便在高原和高山低温环境下中使用。
截至2023年，中国陆军13个集团军以及西藏、新疆军区均配有1个陆航旅（共计13个陆航旅，两个空中突击旅）。陆航旅一般下辖2~3个武装直升机营以及3~4个运输突击直升机营。其中武装直升机数量32~48架，运输直升机48~64架。这样一来，中国陆军专用武装直升机的数量突破了700架，直升机整体规模接近1,700架。

## 编制
以下列出团以上陆军航空兵部队：
- 中国人民解放军陆军参谋部航空兵局
- 中国人民解放军东部战区陆军：
  - 中国人民解放军陆军第七十一集团军陆航第七十一旅[11]
  - 中国人民解放军陆军第七十二集团军陆航第七十二旅[12]
  - 中国人民解放军陆军第七十三集团军陆航第七十三旅[13]
- 中国人民解放军南部战区陆军：
  - 中国人民解放军陆军第七十四集团军陆航第七十四旅[14]
  - 中国人民解放军陆军第七十五集团军（暂无）(但轄空中突擊第一二一旅)
- 中国人民解放军西部战区陆军：
  - 中国人民解放军陆军第七十六集团军陆航第七十六旅[15]
  - 中国人民解放军陆军第七十七集团军陆航第七十七旅[16]
- 中国人民解放军北部战区陆军：
  - 中国人民解放军陆军第七十八集团军陆航第七十八旅[17]
  - 中国人民解放军陆军第七十九集团军陆航第七十九旅[18]
  - 中国人民解放军陆军第八十集团军陆航第八十旅[19]
- 中国人民解放军中部战区陆军：
  - 中国人民解放军陆军第八十一集团军陆航第八十一旅[20]
  - 中国人民解放军陆军第八十二集团军陆航第八十二旅[21]
  - 中国人民解放军陆军第八十三集团军（暂无）(但轄空中突擊第一六一旅)
- 中国人民解放军新疆军区陆航第八十四旅[22]
- 中国人民解放军西藏军区陆航八十五旅[23]
- 中国人民解放军北京卫戍区（暂无）

## 装备
| 机名               | 生产国 | 机种       | 机型    | 数量 | 备注   |
| ------------------ | ------ | ---------- | ------- | ---- | ------ |
| 直-8               | 中国   | 运输直升机 |         | 250+ | 量产中 |
| 直-9               | 中国   | 通用直升机 |         | 240+ | 量产中 |
| 直-11              | 中国   | 通用直升机 |         |      | 量产中 |
| 直-10              | 中国   | 攻击直升机 |         | 400+ | 量产中 |
| 直-18              | 中国   | 运输直升机 |         | 20+  | 量产中 |
| 直-19              | 中国   | 攻击直升机 |         | 200+ | 量产中 |
| 直-20              | 中国   | 通用直升机 |         | 150+ | 量产中 |
| HC120              | 中国   | 通用直升机 |         |      | 量产中 |
| 米-8               | 苏联   | 通用直升机 |         | 45-  | 退役中 |
| 米-17              | 苏联   | 通用直升机 |         | 250- | 服役中 |
| 米-171             | 俄羅斯 | 通用直升机 |         | 150+ | 服役中 |
| SA 342             | 法國   | 攻擊直升機 | SA 342L | 12-  | 退役中 |
| 賽考斯基S-70直升機 | 美国   | 通用直升机 | S-70C   | 20-  | 退役中 |

## 历任领导
中国人民解放军总参谋部陆军航空兵办公室主任
1. 曹天臣（1987年7月—1989年2月）

中国人民解放军总参谋部陆军航空兵局局长
1. 王守仁少将（1989年2月—1995年12月）
2. 李希元少将（1995年12月—2000年12月）
3. 朱清益少将（2000年12月—2001年6月）
4. 马湘生少将（2001年6月—2003年12月）

中国人民解放军总参谋部陆军航空兵部部长
1. 马湘生少将（2003年12月—2010年）
2. 张鸣少将（2010年—2012年12月）
3. 袁继昌少将（2012年12月—2015年12月）

中国人民解放军陆军参谋部航空兵局局长
1. 栗国少将（2016年1月—？）
2. 陳文勝